# 梁州
梁州（りょうしゅう）は、中国にかつて存在した州。

## 九州の梁州
『書経』による古代中国の九州の一つとされ、現在の四川省と陝西省漢中地方に相当する。

## 魏晋南北朝時代
漢代に州制が施行された際には梁州は設置されず、代わりに益州が置かれた。263年（景元4年）、魏が蜀を滅ぼすと、益州を分割して梁州が設置された。州治は沔陽県に置かれた。
282年（泰始3年）、西晋により州治は南鄭県に移された。梁州は漢中郡・梓潼郡・広漢郡・新都郡・涪陵郡・巴郡・巴西郡・巴東郡の8郡44県を管轄した。成漢が益州と梁州を占拠すると、東晋は襄陽県に梁州を僑置した。成漢を滅ぼしてその版図を組み入れると、梁州はもとの地にもどされた。
南朝宋のとき、梁州は漢中郡・魏興郡・新興郡・新城郡・上庸郡・晋寿郡・華陽郡・新巴郡・北巴西郡・北陰平郡・南陰平郡・巴渠郡・懐安郡・宋熙郡・白水郡・南上洛郡・北上洛郡・安康郡・南宕渠郡・懐漢郡の20郡を管轄した。
南朝斉のとき、梁州は漢中郡・魏興郡・新興郡・南新城郡・上庸郡・晋寿郡・華陽郡・新巴郡・北巴西郡・巴渠郡・懐安郡・宋熙郡・白水郡・南上洛郡・北上洛郡・安康郡・南宕渠郡・懐安郡・北陰平郡・南陰平郡・斉興郡・晋昌郡・東晋寿郡・弘農郡・東昌魏郡・略陽郡・北梓潼郡・広長郡・三泉郡・思安郡・宋昌郡・建寧郡・南泉郡・三巴郡・江陵郡・懐化郡・帰寧郡・東犍為郡・北宕渠郡・宋康郡・南漢郡・南梓潼郡・始寧郡・江陽郡・南部郡・南安郡・建安郡・寿陽郡・南陽郡・宋寧郡・帰化郡・始安郡・平南郡・懐寧郡・新興郡・南平郡・斉兆郡・斉昌郡・新化郡・寧章郡・隣渓郡・京兆郡・義陽郡・帰復郡・安寧郡・東宕渠郡・宋安郡・斉安郡の68郡を管轄した。
504年（正始元年）、北魏が南朝梁から梁州を奪取した。梁州は晋昌郡・褒中郡・安康郡・漢中郡・華陽郡の5郡14県を管轄した。535年（大同元年）、梁の北梁州刺史蘭欽が漢中を攻め落とし、梁州を奪回した。552年（廃帝元年）、梁の梁州刺史蕭循（蕭恢の子）が梁州ごと西魏に降った。

## 隋代
583年（開皇3年）、隋が郡制を廃すると、梁州の属郡は廃止された。605年（大業元年）、洋州を併合し、梁州は13県を管轄することとなった。607年（大業3年）に州が廃止されて郡が置かれると、梁州は漢川郡と改称され、下部に8県を管轄した。隋代の行政区分に関しては下表を参照。
| 隋代の行政区画変遷 | 隋代の行政区画変遷 | 隋代の行政区画変遷 | 隋代の行政区画変遷   | 隋代の行政区画変遷 | 隋代の行政区画変遷 | 隋代の行政区画変遷 | 隋代の行政区画変遷 | 隋代の行政区画変遷 | 隋代の行政区画変遷 | 隋代の行政区画変遷                                    |
| 区分               | 開皇元年           | 開皇元年           | 開皇元年             | 開皇元年           | 開皇元年           | 開皇元年           | 開皇元年           | 開皇元年           | 区分               | 大業3年                                               |
| ------------------ | ------------------ | ------------------ | -------------------- | ------------------ | ------------------ | ------------------ | ------------------ | ------------------ | ------------------ | ----------------------------------------------------- |
| 州                 | 梁州               | 梁州               | 梁州                 | 梁州               | 洋州               | 洋州               | 洋州               | 集州               | 郡                 | 漢川郡                                                |
| 郡                 | 漢川郡             | 褒内郡             | 華陽郡               | 儻城郡             | 洋川郡             | 豊寧郡             | 洋中郡             | 平桑郡             | 県                 | 南鄭県 城固県 褒城県 西県 興勢県 黄金県 西郷県 難江県 |
| 県                 | 南鄭県 城固県      | 褒内県 白雲県      | 華陽県 嶓冢県 沔陽県 | 興勢県 竜亭県      | 洋川県 黄金県      | 豊寧県 懐昌県      |                    | 難江県             | 県                 | 南鄭県 城固県 褒城県 西県 興勢県 黄金県 西郷県 難江県 |

## 唐代
618年（武徳元年）、唐により漢川郡は梁州と改められた。742年（天宝元年）、梁州は漢中郡と改称された。758年（乾元元年）、漢中郡は梁州の称にもどされた。梁州は山南西道に属し、南鄭・褒城・城固・西・金牛・三泉の6県を管轄した。784年（興元元年）、梁州は興元府に昇格した。